# Zerstörte Kirchen
Als zerstörte Kirchen bezeichnete die Bekennende Kirche in der Zeit des Kirchenkampfes evangelische Landeskirchen, in denen die Deutschen Christen bei den Kirchenwahlen eine Mehrheit bekamen oder in denen dauerhafte Änderungen in der Kirchenleitung aufgrund von Verfügungen des Reichs- bzw. preußischen Kulturministeriums geschahen.
In diesen Kirchen galt das kirchliche Notrecht von Dahlem, weil ihre Kirchenleitungen von der Bekennenden Kirche nicht als legitim betrachtet wurden – daher oblag es den Parallelgremien der Bekennenden Kirche (Freien Synoden bzw. Landesbruderräten), Synodale zur Bekenntnissynode und Delegierte zum Reichsbruderrat zu entsenden. Die meisten Landeskirchen galten als zerstörte Kirchen; es gab nur wenige intakte Kirchen.